# 子供たちの子供たちの子供たちへ
『子供たちの子供たちの子供たちへ』（原題：To Our Children's Children's Children）は、イングランドのプログレッシブ・ロック・バンド、ムーディー・ブルースが1969年に発表した5作目のスタジオ・アルバム。
彼等が同年に設立したスレッショルド・レコードからの第1弾アルバムである。

## 背景
アルバム制作中の1969年7月20日にアポロ11号による人類初の月面着陸があり、メンバーはそこから多大なインスピレーションを得た。ジョン・ロッジによれば、彼等はNASAからロケット打ち上げ時の録音を借りているが、期待外れの音だったため「自分達でロケットの音を作ることに着手して、最終的には本物よりも本物らしい響きになったよ!」とのことである。
「ジプシー」「キャンドル・オブ・ライフ」「太陽は輝き続ける」は、アルバム収録に当たって編集やクロス・フェイドが施される前のヴァージョンも残っており、2008年のリマスターCDにボーナス・トラックとして収録された。

## 反響
本作に先行して、1969年10月に「ウォッチング・アンド・ウェイティング」がシングルとしてリリースされるが、チャート入りは果たせなかった。11月には本作がリリースされ、全英アルバムチャートでは44週チャート圏内に入り、最高2位を記録した。アメリカでは1970年にBillboard 200で14位を記録し、同年7月にはRIAAによりゴールドディスクに認定された。

## 収録曲
1. ハイアー・アンド・ハイアー "Higher and Higher" (Graeme Edge) – 4:06
2. 子どもの眼（パート1） "The Eyes of a Child - Part One" (John Lodge) – 3:23
3. フローティング "Floating" (Ray Thomas) – 3:01
4. 子どもの眼（パート2） "The Eyes of a Child - Part Two" (J. Lodge) – 1:23
5. 100年のいのち "I Never Thought I'd Live to Be a Hundred" (Justin Hayward) – 1:05
6. ビヨンド "Beyond" (G. Edge) – 2:58
7. アウト・アンド・イン "Out and In" (Mike Pinder, J. Lodge) – 3:47
8. ジプシー "Gypsy" (J. Hayward) – 3:33
9. 限りなき道 "Eternity Road" (R. Thomas) – 4:19
10. キャンドル・オブ・ライフ "Candle of Life" (J. Lodge) – 4:17
11. 太陽は輝き続ける "Sun Is Still Shining" (M. Pinder) – 3:39
12. 1,000,000年のいのち "I Never Thought I'd Live to Be a Million" (J. Hayward) – 0:33
13. ウォッチング・アンド・ウェイティング "Watching and Waiting" (R. Thomas, J. Hayward) – 4:16

### 2008年リマスターCDボーナス・トラック
1. ジプシー（オルタネイト・ヴァージョン） "Gypsy (Alternate version)" (J. Hayward) – 4:16
2. キャンドル・オブ・ライフ（オルタネイト・ヴァージョン） "Candle of Life (Alternate version)" (J. Lodge) – 4:55
3. 太陽は輝き続ける（エクステンデッド・ヴァージョン） "Sun Is Still Shining (Extended version)" (M. Pinder) – 4:03
4. ハヴ・ユー・ハード／航海／ハヴ・ユー・ハード（BBCライヴ） "Have You Heard / The Voyage / Have You Heard (BBC radio concert 17 December 1969)" (M. Pinder) – 5:50
5. ティモシー・リアリー（BBCライヴ） "Legend of a Mind (BBC radio concert 17 December 1969)" (R. Thomas) – 4:33

## 参加ミュージシャン
- ジャスティン・ヘイワード - ボーカル、ギター、シタール
- ジョン・ロッジ - ボーカル、ベース、ハープ
- マイク・ピンダー - ボーカル、メロトロン、ピアノ
- レイ・トーマス - ボーカル、フルート、タンブリン
- グレアム・エッジ - ドラムス、パーカッション